# منصور بن عبد الرحمن التنوخي
منصور بن عبد الرحمن التنوخي كان والياً لليمن في القرن التاسع للخلافة العباسية.

## الحياة العملية
تم تعيين منصور حاكماً مقيمًا لليمن نيابة عن جعفر بن دينار الخياط الذي كان قد تسلم إدارة الولاية من الخليفة المعتصم (حكم 833-842) ووصل إلى صنعاء نهاية 839. على الرغم من أنه أدار الولاية في البداية بنفسه إلا أنه سرعان ما انضم إليه حاكم جعفر المشارك عبد الله بن حمداويه وبعد ذلك تقاسم الاثنان السلطة مع بعضهما البعض. وعندما أُقيل جعفر من منصب الحاكم عام 840 احتفظ خليفته إيتاخ الخزري بكل من منصور وعبد الله، الذي ثبتهما في مناصبهما، وظلوا في قيادة اليمن حتى وفاة المعتصم عام 842. 
بعد فترة وجيزة من تولي الواثق، قرر إيتاخ إقالة منصور وعبد الله واستبدالهما بأبي العلاء أحمد الأميري ومع ذلك كان الأخير لا يزال في طريقه إلى صنعاء عندما تعرضت المدينة فجأة للتهديد من قبل المتمردين اليعفريين بقيادة يعفر بن عبد الرحمن الذين أرسلوا جيشًا بقيادة طريف بن ثابت / مالك للاستيلاء عليها، لذلك خرج منصور بقواته ودحر اليعفريين في المعركة مما أجبر الثائرين على الانسحاب والسماح لأبو العلاء بدخول صنعاء دون معارضة. 

## ملحوظات
1. 1 2  Al-Mad'aj 1988; Van Arendonk 1919; Bikhazi 1970; Ibn Abd al-Majid 1985.